# José María Basanta
José María Basanta (Tres Sargentos, 3 de abril de 1984) é um ex-futebolista argentino que atuava como zagueiro.
Iniciou profissionalmente no Estudiantes, com rápida passagem pelo Olimpo. Em julho de 2008 transferiu-se ao Monterrey onde tornou-se o capitão.
Em 25 de julho de 2014 a Fiorentina anunciou sua contratação. Um ano depois foi emprestado ao Monterrey por uma temporada.

## Seleção Argentina
Estreou pela Seleção Argentina principal em 26 de março de 2013 ante a Bolívia.
Foi convocado para disputar a Copa do Mundo FIFA de 2014.

## Títulos
Monterrey
- Apertura: 2009 e 2010
- Liga dos Campeões da CONCACAF: 2010–11,  2011–12 e 2012–13